# San Pedro Guadalupe, Delstaten Mexiko
San Pedro Guadalupe är en ort i Mexiko.   Den ligger i kommunen Zumpahuacán och delstaten Mexiko, i den sydöstra delen av landet, 80 km sydväst om huvudstaden Mexico City. San Pedro Guadalupe ligger 1 893 meter över havet och antalet invånare är 159.
Terrängen runt San Pedro Guadalupe är lite bergig. Runt San Pedro Guadalupe är det ganska tätbefolkat, med 160 invånare per kvadratkilometer. Närmaste större samhälle är Ixtapan de la Sal, 15,2 km väster om San Pedro Guadalupe. I omgivningarna runt San Pedro Guadalupe växer huvudsakligen savannskog.